# Lorenzo Nina
Lorenzo Nina (ur. 12 maja 1812 w Recanati, zm. 25 lipca 1885 w Rzymie) – włoski kardynał, wysoki urzędnik Kurii Rzymskiej.

## Życiorys
Ukończył seminarium w rodzinnym mieście, a następnie wyjechał do Rzymu na dalsze studia. Uzyskał doktoraty z teologii i utroque iure. Święcenia kapłańskie otrzymał w grudniu 1834 po czym został sekretarzem biskupa Giovanni Di Pietro. W latach późniejszych był audytorem w Rocie Rzymskiej i w Świętej Kongregacji Soboru Trydenckiego. Jako doradca, sekretarz lub podsekretarz służył w latach 1853–1868 wysokim urzędnikom kurialnym takim jak biskup D. Andrea i kardynał Luigi Amat di San Filippo e Sorso. W latach 1863–1877 dziekan Collegio dei Abbreviatori. W tym czasie uzyskał wiele tytułów i funkcji takich jak kanonik bazyliki watykańskiej, dziekan kaplicy Patriarchalnej bazyliki liberiańskiej i pronotariusz apostolski. Oprócz tego był również pracownikiem takich kongregacji jak Święta Inkwizycja i Obrzędów. Członek komisji przygotowującej Sobór watykański I.
Na konsystorzu w roku 1877 otrzymał kapelusz kardynalski. W tym samym roku został prefektem Kongregacji ds. Uniwersytetów. Brał udział w konklawe 1878. W tym samym roku nowy papież Leon XIII mianował go Sekretarzem Stanu. Z funkcji tej zrezygnował w 1880 i został prefektem Pałacu Apostolskiego. Od 1881 do śmierci piastował urząd prefekta Świętej Kongregacji Soboru. Nigdy nie przyjął święceń biskupich. Pochowany na Campo Verano w Rzymie.